# Абрука
А́брука (эст. Abruka, нем. Abro) — эстонский остров в Рижском заливе, в 4 км к югу от острова Сааремаа, на котором расположена одноимённая деревня.

## География
Абрука вместе с несколькими более мелкими островами (Вахазе, Казе-Лайд, Линнуситамаа (Линнузиттама) и Кирьюраху) образует, собственно, территорию одноимённого поселения, входящего в состав волости Каарма уезда Сааремаа. Общая площадь этих островов составляет 10,1 км², площадь самого острова Абрука — 8,78 км², что составляет 0,89 % от общей площади островов, площадь остальных островов — 1,3 км². Вытянут с севера на юг, имеет длину 6,45 км, в ширину 3,8 км.

## Природа
На острове произрастает широколиственный лес центрально-европейского типа с богатым видовым разнообразием, что является редкостью в данном регионе. Территория Абрука и прилегающих островов является природоохранной зоной, в 1937 году на нём был создан ботанический заповедник Abruka looduskaitseala, площадью 92 га, ныне действующий, где произрастают дубы, липы, вязы, ясени, осины, орешник, редкие виды мха. Здесь можно понаблюдать за оседлыми и перелётными птицами, а также за оленями, чьи предки некогда были завезены на остров. За свои умиротворяющие пейзажи остров получил прозвище «северный Эдем». Большая площадь Абруки покрыта широколиственными лесами, что является редкостью для этой части Эстонии, где больше распространены можжевеловые заросли.
Абрука является частью зоны обитания птиц и природы «Натура 2000».

## История
Первые упоминания о поселении на острове Абрука относятся к Средневековью, когда епископ Эзель-Викского епископства в летние месяцы занимался на его территории коневодством и позднее основал усадьбу Абро; в то время на острове проживала лишь обслуга хозяйства, крестьянские поселения отсутствовали. Постоянное население сформировалось на острове к XVIII веку. В 1881 году на острове была открыта начальная школа, проработавшая до 1972 года.
На острове есть памятник погибшим на пароме «Эстония».

## Население
Численность населения острова значительно упала в XX веке: так, в 1922 году на нём проживало 150 человек, в 1959 — 111, в 1967 — 93, в 1974 — 65, в 1984 — 36, а в 2000 году — лишь 25.
Тем не менее, в последнее время население острова вновь несколько увеличилось: по состоянию на 2 ноября 2004 года численность населения острова составляла 34 человека, по состоянию на 1 января 2010 года — 31, по состоянию на 1 января 2011 — 33, и по состоянию на 1 января 2012 года — 34 человека. Есть несколько хуторов, среди них Инну и Вахтра.

## Инфраструктура
На Абрука имеются библиотека (расположена в здании гавани) и музей, расположенный в бывшем паркe усадьбы, в самом старом из сохранившихся зданий острова, известном как эст. Abruka maja
На острове размещены несколько маяков: нижний (alumine tulepaak) и верхний (alumine tuletorn). Это действующие маяки, находящиеся на восточной стороне Абруки на расстоянии 670 м друг от друга.
На Абрука можно попасть почтовой лодкой, курсирующей между островом и Курессааре.

## Известные жители
На Абрука в 1940 году родились широко известные в Эстонии писатели, братья-близнецы Юло Туулик и Юри Туулик.

## Галерея
- Abruka maja, старейшее сохранившееся на острове здание
- Створный знак на острове
- Уголок леса
- Маяк на острове
- Лес весной